# Péonga
Péonga ist eine Dorf und ein Arrondissement im Departement Borgou im westafrikanischen Staat Benin. Es ist eine Verwaltungseinheit, die der Gerichtsbarkeit der Kommune Kalalè untersteht.

## Demografie und Verwaltung
Gemäß der Volkszählung 2013 des beninischen Statistikamtes INSAE hatte das Arrondissement 23.022 Einwohner, davon waren 11.288 männlich und 11.734 weiblich.
Von den 76 Dörfern und Quartieren der Kommune Kalalè entfallen elf auf Péonga:
1. Angaradébou
2. Bagaria
3. Boa
4. Boa-Gando
5. Gando-Baka
6. Gbéï
7. Gnel-Djobo
8. Gnel-Yakan
9. Gossodji
10. Korodji
11. Péonga